# Мърдинли джамия
Мърдинли джамия (на азербайджански: Mərdinli məscidi) е разрушена джамия, разположена в град Шуша, Азербайджан. Намира се на около 350 км от Баку, столицата на Азербайджан. Джамията се намирала в махала Мердинли. Джамията на Мердинли е една от 17-те действащи джамии в Шуша в края на ΧΙΧ век. Джамията се е намирала в Държавния историко-архитектурен резерват Шуша, обявен за обект на световно наследство.
Джамията е разрушена след окупацията на Шуша от арменските войски през 1992 година.